# 約翰·薩班斯
約翰·薩班斯（英語：John Sarbanes；1962年5月22日—）是美国的一位政治人物。自2007年開始，他是馬里蘭州第3選舉區選出的聯邦眾議員。他的黨籍是民主黨。薩班斯畢業於哈佛大學法學院。在從政之前他曾經馬里蘭州地方法院工作。